# Empis vetula
Empis vetula är en tvåvingeart som beskrevs av Smith 1969. Empis vetula ingår i släktet Empis och familjen dansflugor. Inga underarter finns listade i Catalogue of Life.